# 悪漢探偵
『悪漢探偵』（あっかんたんてい、原題: 最佳拍檔、英題: Aces Go Places、国際題: Mad Mission）は、1982年製作の香港映画。

## 概説
80年代初頭に立ち上げられたばかりの製作会社シネマ・シティ（新藝城電影公司）が製作した。主演は『Mr.BOO!』シリーズのサミュエル・ホイ。人気シリーズの第1作にあたる痛快娯楽アクションコメディ。日本ではTV放映やソフト化で認知された。

## ストーリー
サム（サミュエル・ホイ）は悪の組織（マフィア）からダイヤを華麗な手さばきで強奪する通称『怪盗"スパイダーマン"（本国公開版ではキングコング）』を名乗る男。相棒のジョー（ディーン・セキ）と組んでいた。当然悪の組織に狙われ、その組織の一味で大悪党の「白手袋」の逮捕に全力を注いでいる刑事コージャック（カール・マッカ）と手を組んでマフィアと対戦する事に。

## スタッフ
- 監督：エリック・ツァン
- 製作：カール・マッカ、ディーン・セキ
- 製作総指揮：ポール・レイ
- 脚本：レイモンド・ウォン
- 撮影：陳俊傑（ヘンリー・チャン）
- 音楽：サミュエル・ホイ/テディ・ロビン・クァン

## キャスト
| 役名                                       | 俳優                      | 日本語吹替 |
| ------------------------------------------ | ------------------------- | ---------- |
| サム/怪盗スパイダーマン （キングコング）   | サミュエル・ホイ          | 井上和彦   |
| コージャック警部/アルバート                | カール・マッカ            | 大塚周夫   |
| ホー警部                                   | シルヴィア・チャン        | 研ナオコ   |
| ジゴロ・ジョー/ハウ・スイチュン （赤ネコ） | ディーン・セキ            | 肝付兼太   |
| 白手袋                                     | ロバート・ヒューストン    | 小川真司   |
| 舞台演出家                                 | ツイ・ハーク （特別出演） | 上田敏也   |

- 1985年5月4日 フジテレビ「ゴールデン洋画劇場」TV初放送。
  - 演出：蕨南勝之、翻訳：鈴木導、選曲：河合直、効果：南部満治 大橋勝次、調整：遠西勝三、解説：高島忠夫
  - その他キャスト：玉川砂記子、平林尚三、屋良有作、藤本譲、増岡弘、安西正弘、二又一成、島香裕、島田敏、亀山助清、広瀬正志、南清貴、福士秀樹、小宮和枝、佐々木るん、佐々木優子

※日本語吹替はDVD未収録

## シリーズ
- 第2作『悪漢探偵2』
- 第3作『皇帝密使』
- 第4作『スペクターX』
- 第5作『悪漢探偵V 最後のミッション（中国語版、英語版）』[1]

シリーズ第2作の『悪漢探偵2』と最終作の『悪漢探偵V 最後のミッション』は日本では劇場未公開。